# Георг Фридрих фон Раполтщайн
Георг Фридрих фон Раполтщайн (на немски: Georg Friedrich von Rappoltstein; * 14 юли 1594; † 30 август 1651 в Страсбург) е от 1637 до 1651 г. господар на Раполтщайн (днес Рибовил, фр: Ribeauvillé) в Елзас, господар цу Хоенак и Геролдсек на Вазихен.
Той е син на Еберхард фон Раполтщайн (1570 – 1637) и първата му съпруга вилд-и Рейнграфиня Анна фон Салм-Кирбург-Мьорхинген (1572 -1608), дъщеря на Ото I фон Кирбург-Мьорхинген (1538 – 1607) и Отилия фон Насау-Вайлбург (1546 – 1610). Баща му е камерхер на император Матиас. Баща му се жени втори път 1609 г. за Агата фон Золмс-Лаубах (1585 – 1648), дъщеря на граф Йохан Георг I фон Золмс-Лаубах (1546 – 1600).
Брат е на Йохан Якоб фон Раполтщайн (1598 – 1673), който е издигнат на граф.
Георг Фридрих умира на 57 години на 30 август 1651 в Страсбург.

## Фамилия
Георг Фридрих се жени на 9 ноември 1623 г. за Агата Мария фон Ханау-Лихтенберг (* 22 август 1599; † 25 май 1636 в Баден-Баден), единствената дъщеря на граф Йохан Райнхард I фон Ханау-Лихтенберг (1569 – 1625/1626) и първата му съпруга Мария Елизабет фон Хоенлое-Вайкерсхайм (1576 – 1605). Те имат две деца, които умират като бебета:
- син (1626, мъртвороден)
- Агата Фридерика (1627 – 1627)

Георг Фридрих се жени втори път на 10 или 20 май 1640 г. за Елизабет Шарлота фон Золмс-Зоненвалде (* 1621; † 17 януари 1666), дъщеря на граф Хайнрих Вилхелм I фон Золмс-Зоненвалде-Поух (1583 – 1632) и Мария Магдалена фон Йотинген-Йотинген (1600 – 1636). Те имат децата:
- Агата Мария (1641 – 1642)
- Анна Елизабет фон Раполтщайн (1644 – 1676), наследничка на Раполтщайн, омъжена за Христиан Лудвиг фон Валдек-Пирмонт (1635 – 1706)[3]
- Лудвиг Еберхард (1647 – 1647)
- Сибила Шарлота (1648 – 1648)
- Вилхелм Фридрих (1650 – 1650)

Той има връзка с Мария Клара Зеделин.
Вдовицата му Елизабет Шарлота фон Золмс-Зоненвалде-Лаубах-Поух се омъжва втори път 1658 г. за граф Йохан Филип III фон Лайнинген-Дагсбург-Емихсбург (1622; † 19 февруари 1666).